# Horní Vltavice
Horní Vltavice è un comune della Repubblica Ceca facente parte del distretto di Prachatice, in Boemia Meridionale.